# Відцентровий механізм прискорення
Відцентровий механізм прискорення — розгін астрочастинок до релятивістських енергій в астрофізичних об'єктах, що обертаються. Оскільки активні ядра галактик і пульсари мають обертові магнітосфери, то їхні магнітні поля можуть прискорювати заряджені частинки до високих і надвисоких енергій.
Це один з можливих механізмів прискорення космічних променів (інший важливий механізм — прискорення Фермі). Він пропонується як пояснення космічних променів надвисоких енергіїй, зокрема, таких, що перевищують межу Грайзена–Зацепіна–Кузьміна.

## Прискорення до високих енергій
Добре відомо, що магнітосфери активних ядер галактик і пульсарів характеризуються сильними магнітними полями, які змушують заряджені частинки слідувати за силовими лініями. Якщо магнітне поле обертається (що характерно для таких астрофізичних об'єктів), частинки неминуче зазнають відцентрового прискорення. В піонерській роботі Мачабелі та Рогави був уявний експеримент, у якому намистина рухається всередині прямої труби, що обертається. Динаміка частинки була проаналізована як аналітично, так і чисельно, і було показано, що якщо жорстке обертання підтримується протягом досить тривалого часу, енергія намистини буде асимптотично зростати. Зокрема, Рігер і Мангайм, спираючись на теорію Мачабелі і Рогави, показали, що фактор Лоренца намистини поводиться як

| {\displaystyle \gamma ={\frac {\gamma _{0}}{1-\Omega ^{2}r^{2}/c^{2}}}} | \| \| \| \| \| \| \| \| | (1) |
|                                                                         |                         |     |
|                                                                         |                         |     |
де {\displaystyle \gamma _{0}} — початковий фактор Лоренца, Ω — кутова швидкість обертання, {\displaystyle r} — радіальна координата частинки, а {\displaystyle c} — швидкість світла. З такої поведінки видно, що радіальний рух матиме нетривіальний характер. У процесі руху частинка досягне поверхні світлового циліндра (гіпотетичної області, де лінійна швидкість обертання точно дорівнює швидкості світла), що призведе до збільшення полоїдальної складової швидкості. З іншого боку, повна швидкість не може перевищувати швидкість світла, тому радіальна складова повинна зменшуватися. Це означає, що відцентрова сила змінює свій знак.
Як видно з (1), при збереженні жорсткого обертання фактор Лоренца частинки прагне до нескінченності. Це означає, що насправді енергія повинна бути обмежена певними процесами. Кажучи загально, існує два основні механізми: зворотне комптонівське розсіювання (inverse Compton scattering, ICS) і так званий механізм пробою кульки на дроті (breakdown of the bead on the wire, BBW). Для струменів в активних ядрах галактик було показано, що для широкого діапазону кутів нахилу силових ліній відносно осі обертання зворотне комптонівське розсіювання є домінуючим механізмом, який ефективно обмежує максимально досяжні фактори Лоренца електронів величиеою {\displaystyle \gamma _{ICS}^{max}\sim 10^{8}}. З іншого боку, було показано, що пробій кульки на дроті стає домінуючим для відносно низької світності активних ядер галактик {\displaystyle L<8\times 10^{40}\mathrm {erg} /\mathrm {s} } і призводить до {\displaystyle \gamma _{BBW}^{max}\sim 10^{7}}.
Відцентрові ефекти ефективніші в мілісекундних пульсарах, оскільки їхня швидкість обертання досить висока. Було показано, що відцентрове прискорення заряджених частинок у зоні світлового циліндра пульсарів, схожих на пульсар Крабоподібної туманності, може надавати електронам факторів Лоренца {\displaystyle \gamma _{KN}^{max}\sim 10^{7}} через зворотне комптонівське розсіювання.

## Прискорення до дуже високих і надвисоких енергій
Хоча пряме відцентрове прискорення має свої обмеження, ефекти обертання все ж можуть відігравати важливу роль у процесах прискорення заряджених частинок. Вважається, що відцентрові релятивістські ефекти можуть викликати плазмові хвилі, які за певних умов можуть бути нестійкими, ефективно відкачуючи енергію з потоку речовини. На другому етапі енергія хвильових мод може трансформуватися в енергію частинок плазми, що призводить до подальшого прискорення.
У магнітосферах, що обертаються, відцентрова сила діє по-різному в різних місцях, що призводить до генерації хвиль Ленгмюра або плазмових коливань через параметричну нестійкість. Можна показати, що цей механізм ефективно працює в магнітосферах активних ядер галактик і пульсарів.

Розглядаючи пульсари, близька за параметрами до пульсара Крабоподібної туманності, було показано, що за допомогою затухання Ландау електростатичні хвилі, згенеровані відцентровим прискореням, ефективно втрачають енергію, передаючи її електронам. Встановлено, що приріст енергії електронів визначається як

| {\displaystyle \epsilon \approx {\frac {n_{p}F_{reac}\delta r}{n_{_{GJ}}}}}, | \| \| \| \| \| \| \| \| | (2) |
|                                                                              |                         |     |
|                                                                              |                         |     |
де {\displaystyle \delta r\sim c/\Gamma }, {\displaystyle \Gamma } — інкремент нестійкості, {\displaystyle F_{reac}\approx 2mc\Omega \xi (r)^{-3}}, {\displaystyle \xi (r)=\left(1-\Omega ^{2}r^{2}/c^{2}\right)^{1/2}}, {\displaystyle n_{p}} — концентрація частинок в плазмі, {\displaystyle m} — маса електрона, {\displaystyle n_{_{GJ}}} — густина Гольдрейха-Юліана. Можна показати, що для типових параметрів крабоподібних пульсарів частинки можуть отримати енергію порядку сотень ТеВ або навіть кілька ПеВ. У випадку новонароджених мілісекундних пульсарів електрони можуть бути прискорені до ще вищих енергій порядку {\displaystyle 10^{18}eV}.
В магнітосферах активних ядер галактик, прискорення протонів відбувається через колапс Ленгмюра. Як показано, цей механізм достатньо потужний, щоб гарантувати ефективне прискорення частинок до надвисоких енергій за допомогою затухання Ленгмюра:
{\displaystyle \epsilon _{p}\left(eV\right)\approx 6.4\times 10^{17}\times M_{8}^{-5/2}\times L_{42}^{5/2}} ,
де {\displaystyle L_{42}\equiv L/10^{42}\mathrm {erg} /\mathrm {s} } — нормована яскравість активного ядра галактики, {\displaystyle M_{8}\equiv M/(10^{8}M_{\odot })} його нормована маса, {\displaystyle M_{\odot }} — маса Сонця. Як видно, за зручного набору параметрів можна досягти величезних енергій порядку {\displaystyle 10^{21}eV} або {\displaystyle ZeVs}, тому активні ядра галактик можуть слугувати дуже потужними космічними прискорювачами частинок.